# Pelegrina ochracea
Pelegrina ochracea là một loài nhện trong họ Salticidae.
Loài này thuộc chi Pelegrina. Pelegrina ochracea được Frederick Octavius Pickard-Cambridge miêu tả năm 1901.